# Le Triangle d'or
Pour les articles homonymes, voir Triangle d'or.
Le Triangle d'or est un roman policier et d'aventures de Maurice Leblanc paru en 1918 et mettant en scène Arsène Lupin. Comme dans L'Île aux trente cercueils, le héros de Maurice Leblanc n'est pas au centre du récit, mais apparaît plutôt comme un deus ex machina.
Chronologiquement, l'action se situe entre son départ pour la Légion étrangère dans 813 et son retour sur le devant de la scène dans Les Dents du tigre.

## Parution
Le Triangle d'or fut initialement publié en feuilleton dans la revue Le Journal du 21 mai au 26 juillet 1917. 
La première édition sort en 1918 aux Éditions Pierre Lafitte.

## Les personnages
- Patrice Belval, capitaine et mutilé de guerre
- Maman Coralie, infirmière à l'ambulance des mutilés
- Ya-Bon, ordonnance du capitaine et mutilé de guerre
- Essarès Bey, directeur de la Banque Franco-Orientale
- Siméon Diodokis, dit le vieux Siméon, secrétaire d'Essarès
- M. Desmalions, ancien juge d'instruction
- Arsène Lupin, sous le pseudonyme de Don Luis Perenna

## Résumé

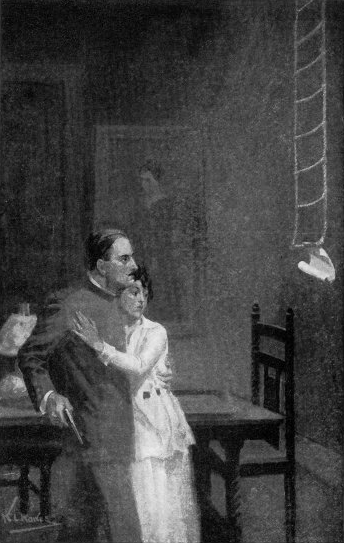
Patrice et Coralie, 1917.

Un mutilé de guerre, le capitaine Patrice Belval déjoue une tentative d'enlèvement sur une infirmière connue sous le sobriquet de Maman Coralie. Amoureux de la jeune femme, il découvre bientôt que celle-ci est mariée, à l'occasion de l'assassinat sauvage de son mari. Ce crime est lié à une conjuration pour vider la France de ses réserves d'or (la Première Guerre mondiale bat son plein) et également à un mystère liant les deux jeunes gens.  Pour l'aider à démêler ces écheveaux et se défendre contre un adversaire mystérieux et implacable, l'ancienne ordonnance du capitaine lui propose de faire appel à Arsène Lupin, pourtant réputé mort.